# Oleg Sakirkin
Oleg Jevgenjevitj Sakirkin (kazakiska: Олег Евгеневич Сакиркин), född 23 januari 1966 i Sjymkent i Kazakiska SSR, Sovjetunionen, död 18 mars 2015 i Sjymkent, Kazakstan, var en kazakisk före detta friidrottare som tävlade i tresteg.
Sakirkin genombrott kom när han blev bronsmedaljör vid VM 1987 i Rom efter ett hopp på 17,43. Han deltog även inomhus-EM 1988 där han vann guld. 
Han deltog vid både VM 1993 och 1999 samt vid Olympiska sommarspelen 2000 utan att ta sig vidare till finalen.

## Personliga rekord
- Tresteg - 17,58 meter